# Herrenpartie
Pour plus de détails, voir Fiche technique et Distribution.
Herrenpartie est un film allemand et yougoslave réalisé par Wolfgang Staudte et sorti en 1964. Il a été projeté à lors de la 14e Berlinale.
Le film suit les membres d'une chorale masculine ouest-allemande qui se trouvent bloqués dans un village de l'arrière-pays yougoslave, où les femmes portent encore le deuil de leurs proches tués par les troupes nazies lors de la Seconde Guerre mondiale.

## Synopsis

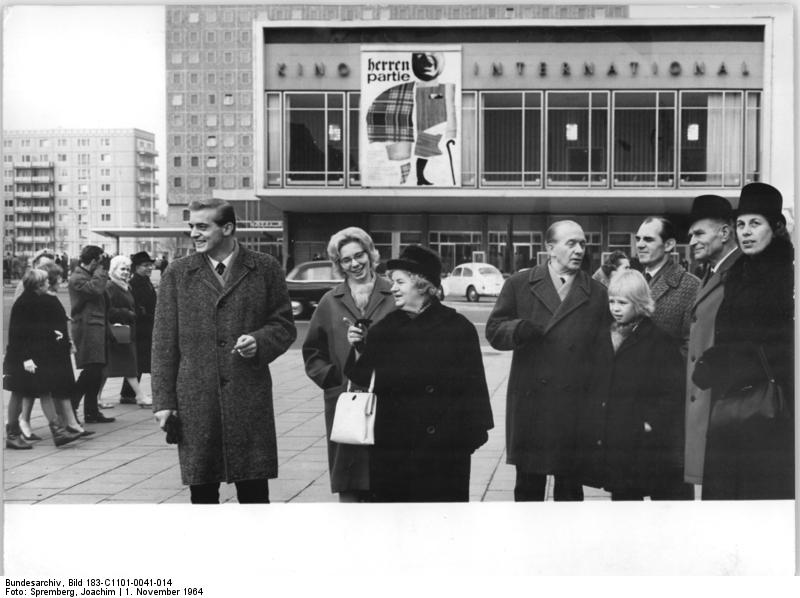
Publicité pour Herrenpartie sur la façade du Kino International de Berlin

Une association allemande de chant masculin se rend en autobus en Yougoslavie, dont la côte est fort prisée par les touristes allemands. À la suite de travaux, ils empruntent une déviation dans les hauteurs de l'arrière-pays yougoslave. Quand ils manquent d’essence, ils arrivent dans un village isolé où vivent exclusivement des femmes. Les femmes, en tenue de deuil, ne leur donnent ni essence ni eau pour se protéger de la chaleur.
Les choristes sont durs à cuire, et avec de vieilles chansons de soldats, ils s’installent dans l'auberge abandonnée du village. Les femmes, exprimant leur haine persistante contre les petits bourgeois allemands, accrochent sur la porte de l'auberge un avis qui avait été rédigé par les troupes allemandes d'occupation pendant la Seconde Guerre mondiale. Selon ce document, tous les hommes du village ont été exécutés en 1943 en guise de représailles après la mort d'un soldat allemand. Les hommes se rendent alors au cimetière du village où se trouvent les sépultures des habitants tués en 1943 pour y-déposer une gerbe, mais les femmes la jettent devant la porte de l'auberge.
La situation s’aggrave lorsque, bloqués depuis plusieurs jours sans nourriture, les hommes volent un mouton pour le consommer sur la terrasse de l'auberge. Les femmes, emmenées par Miroslava, précipitent alors l'autobus de la chorale depuis le haut du village, ce dernier se fracassant en contrebas. Seja, consternée par l'action des autres femmes et leur faisant remarquer qu'elles venaient de priver les Allemands de leur moyen de quitter le village, se rend à l'auberge. Elle informe la chorale avec l'aide de Nikola, saisonnier parlant allemand, de l'existence d'un chemin dans la montagne pour rejoindre le village le plus proche. Miroslava tente de tuer les Allemands avec un engin explosif alors qu’ils empruntent ledit chemin. Son plan est contrarié par la jeune Dana, fillette du village, qui guide les Allemands une partie du chemin.
Cependant, Mirsolava fait sauter un pont une fois la fillette revenue, abandonnant les hommes sur une étroite corniche. Dans cette situation tendue, les choristes se querellent et révèlent la compromission de la plupart d'entre eux avec le Troisième Reich. Seul le jeune Herbert, qui est le seul à ne pas avoir de passé nazi avec le journaliste Otmar Wengel, peut comprendre les souffrances des villageoises.
Face à la situation délicate des hommes, les femmes décident finalement de leur venir en aide. Toutefois, Miroslava refuse de participer et vise même les hommes avec une arme depuis le cimetière, mais, se rappelant l'exécution qui avait eu lieu au même endroit pendant la Seconde Guerre mondiale, ne presse pas la gâchette.
Dans les dernières scènes, la police yougoslave et un bus de remplacement sont arrivés, et Miroslava se prépare à être arrêtée pour avoir détruit l'autobus. Mais le journaliste fait chanter ses compagnons de voyage à cause de leur passé nazi, qui a été mis au jour, et les Allemands expliquent la perte du véhicule par leur faute.

## Fiche technique
- Titre original : Herrenpartie
- Réalisation : Wolfgang Staudte
- Scénario : Arsen Diklic, Werner Jörg Lüddecke et Wolfgang Staudte
- Musique : Zoran Hristić
- Costumes : Mira Cohadzic
- Décors : Dusan Jericevic
- Photographie : Nenad Jovicic
- Son : Alfred Enz
- Montage : Carl Otto Bartning
- Sociétés de production : Avala Film - Neue Emelka
- Pays d'origine :  Allemagne de l'Ouest
- Durée : 92 minutes
- Date de sortie : Allemagne de l'Ouest - 23 octobre 1964[1]

## Distribution
- Götz George : Herbert Hackländer
- Hans Nielsen : Major Friedrich Hackländer
- Reinhold Bernt : Willi Wirth, chauffeur routier
- Rudolf Platte : Werner Drexel, libraire
- Gerlach Fiedler : Otmar Wengel, journaliste
- Gerhard Hartig : Kurt Siebert, marchand d'art
- Friedrich Maurer : Studienrat Karl Samuth
- Herbert Tiede : Inspecteur Ernst Sobotka
- Mira Stupica : Miroslava
- Olivera Marković : Lia
- Milena Dravić : Seja
- Ljubica Janicijević : Nada
- Pavle Vujisić : Nikola
- Nevenka Benković

## Récompenses
- Prix FIPRESCI de la Berlinale 1964 (mention spéciale)[2]
- Deutscher Filmpreis de la meilleure actrice 1964 pour Mira Stupica[3]